# Родючий ґрунт
«Родючий ґрунт» (англ. Fertile Ground) — фільм режисера Адама Гіраша, знятий в 2010 році. Прем'єра картини відбулася в рамках After Dark Horrorfest. Слоган фільму «Від колиски до могили».

## Зміст
Емілі та її чоловік переїжджають із шумного мегаполісу в тиху місцину, де селяться у старовинному будинку. Таким чином вони намагаються пережити нещастя – викидень у Емілі. Коли Емілі знову вагітніє, то у них з'являється все більше приводів для занепокоєння. Під час ремонтних робіт знайдено скелет. Вважається, що це скелет зниклої місіс Вівер, дружини колишнього власника будинку. Хмари над Емілі згущуються – з'ясувалося, що всі жінки, які жили в цьому будинку, вмирали тут зі своїми маленькими дітьми, а чоловік Емілі почав поводитися якось підозріло.

## Ролі
- Гейл Харольд — Нейт Уівер
- Лейша Хейлі — Емілі Уівер
- Челсі Росс — Евері
- Джемі Бассман — Мері Уівер
- Кейла Комбс — дівчинка-привид
- Інгрід Корі — арт-дилер
- Клінт Кертіс — Феліпе
- Стів Вейноусек — доктор
- ДжоНелл Кеннеді — Бріттані МакГроу
- Джеймс Стордал — доктор